# Менандър Протектор
Менандър Протектор (Menander Protektor; † след 582) e късноантичен-ранновизантийски историк от времето на император Маврикий.
Името му Протектор показва, че е бил в императорската гвардия (protectores). Вероятно е получил това високо звание заради написването на историческото си произведение. За него се знае само, че е живял през младините си в Константинопол, следвал е право и класически науки и че е бил и поет. Със сигурност е бил християнин.
По времето на император Маврикий той написва на старогръцки историческо произведение (титлата не е известна и е вероятно в осем или десет тома). Продължава Historien на Агатий (536-582) и описва събитията през 558–582 г. като ползва отчасти архивите. Описал е времето на пристигането на кутригурите в Тракия по времето на Юстиниан I през 558 г. Описва напълно дипломатическата мисия на Петър Патриций през 561/562 г. при сасанидите.
Неговото произведение е продължено около 630 г. от Теофилакт Симоката.

## Преводи
- Roger Blockley: The History of Menander the Guardsman. Liverpool 1985.
- Ernst Doblhofer: Byzantinische Diplomaten und östliche Barbaren: aus den Excerpta de legationibus des Konstantinos Porphyrogennetos ausgewählte Abschnitte des Priskos und Menander Protektor (Byzantinische Geschichtsschreiber 4). Graz 1955.